# Julius Rißmüller

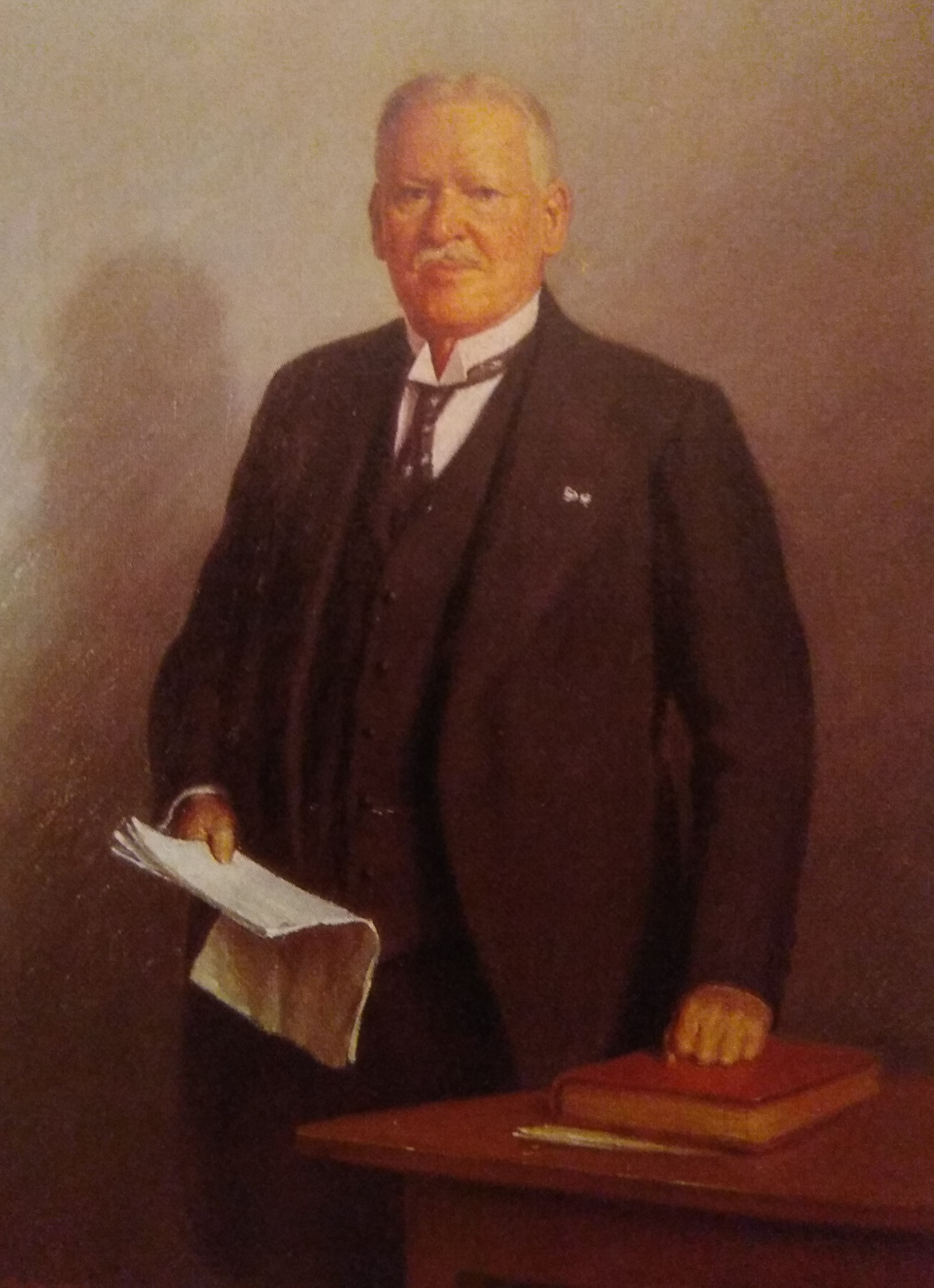
Anonym: Porträtgemälde von Julius Rißmüller, Öl auf Leinwand, um 1910.

Julius Rißmüller (* 28. November 1863 in Minden; † 30. Juni 1933 in Osnabrück) war Oberbürgermeister von Osnabrück.

## Leben
Rißmüller war der Sohn des Fabrikbesitzers F. A. Rißmüller aus Hann. Münden. Er besuchte das Gymnasium in Kassel und studierte Rechtswissenschaften in Göttingen sowie ab Wintersemester 1883/84 in Leipzig. Dort wurde er Mitglied des Corps Saxonia, schied aber als Aktiver familienhalber aus und erhielt zum 100. Stiftungsfest 1912 die Corpsschleife. Seine Studien setzte er in Berlin fort. Nach Staatsexamen und Promotion zum Dr. jur. kam er 1887 an das Amtsgericht Zellerfeld. 1892 wurde er Gerichtsassessor in Göttingen, trat aber im folgenden Jahr als rechtskundiger Senator zur Kommunalverwaltung über. 1898 wurde er Stadtsyndikus von Osnabrück. Die Wahl zum Oberbürgermeister von Rheydt schlug er aus. Wenig später wurde er Bürgermeister von Osnabrück, ab 1904 mit dem Titel eines Oberbürgermeisters. In seiner Amtszeit stieg die Stadt zum wirtschaftlichen und kulturellen Zentrum von Westhannover auf.
Rißmüller war von 1901 bis 1918 Mitglied des Preußischen Herrenhauses und von 1902 bis 1929 Mitglied des Hannoverschen Provinziallandtages.
Bei seinem Ausscheiden aus dem Amt 1927 wurde Rißmüller zum Ehrenbürger der Stadt ernannt. Der Platz, an dem er lebte, erhielt seinen Namen, ebenso wie die mit 50.000 RM ausgestattete Rißmüller-Stiftung zugunsten hilfsbedürftiger Kinder der Stadt.